# شهرستان آیائوتا، کاگاوا

شهرستان آیائوتا (انگلیسی: Ayauta District, Kagawa) یکی از شهرستان‌های ژاپن است که در استان کاگاوا در ژاپن واقع شده است.